# ساتوشي تسوروؤوكا
ساتوشي تسوروؤوكا (鶴岡聡 تسوروؤوكا ساتوشي) هو مؤدي أصوات ياباني ولد في 19 أغسطس 1978م في محافظة كاناغاوا.

## أدواره في الأنمي

### مسلسلات أنمي تلفزيونية
- فايت/زيرو - كاستر
- غانتز - هارويا نوماتا
- أمير التنس - مونيهيرو كاباجي
- أمير التنس الجديد - مونيهيرو كاباجي
- توغاينو نو تشي - إيس
- حفيد نوراريهيون - موتشي
- يوغي - كرامب (الصوت الأول)
- يوغي GX - جينزو
- مغامرة جوجو الغريبة - وايرد بيك
- مغامرة جوجو الغريبة: الماس لا ينكسر - تامامي كوباياشي
- سورد آرت أونلاين II - داين
- هاماتورا - أوتسايدر
- أكامي غا كيل! - زانك

### أوفا أنمي
- أمير التنس: البطولة المحلية - مونيهيرو كاباجي

## أدواره في ألعاب الفيديو
- سلسلة ألعاب ستريت فايتر
  - ستريت فايتر IV - بالروغ
  - سوبر ستريت فايتر IV - بالروغ
  - سوبر ستريت فايتر IV آركيد إديشن - بالروغ
  - ألترا ستريت فايتر IV - بالروغ

## أدواره في الدبلجة اليابانية
- ترانسفورمرز: برايم - ستارسكريم

## وصلات خارجية
- ساتوشي تسوروؤوكا على موقع IMDb (الإنجليزية)
- ساتوشي تسوروؤوكا على موقع ميوزك برينز (الإنجليزية)
- ساتوشي تسوروؤوكا على موقع قاعدة بيانات الفيلم (الإنجليزية)